# 湖區 (乍得)
湖區（阿拉伯语：منطقة البحيرة）是乍得的一個大區，位於該國西部，西部濒临乍得湖。西部分別與尼日爾、尼日利亞和喀麥隆相鄰。首府博爾。下分二省:7。